# 蓬图瓦兹
蓬图瓦兹（法語：Pontoise，法語：[pɔ̃twaz] ⓘ），法国中北部城市，法兰西岛大区瓦兹河谷省的一个市镇，同时也是该省的名义省会，下辖蓬图瓦兹区，其市镇面积为7.2平方公里，2022年1月1日时人口数量为31,623人，在法国城市中排名第265位。
蓬图瓦兹位于瓦兹河谷省中南部，瓦兹河右岸，距离巴黎市区大约32公里，是巴黎的一个远郊卫星城，通过区域铁路与之相连。蓬图瓦兹也是一个区域性的中心城市和交通枢纽，与相邻的塞尔吉组成了巴黎西部重要的城市新区和瓦兹河谷省的行政和科教中心。蓬图瓦兹是艺术与历史之城，法国画家卡米耶·毕沙罗和保罗·塞尚曾长期居住于此，并以这一地区的风光为背景，创作了大量的印象派油画作品。

## 地名来源
“蓬图瓦兹”一名来源于两个法语单词：和，分别意为“桥”和“瓦兹河”，“蓬图瓦兹”一名即为“瓦兹河上的桥”。
在中世纪时，“蓬图瓦兹”一名曾被以的形式被记载。

## 历史

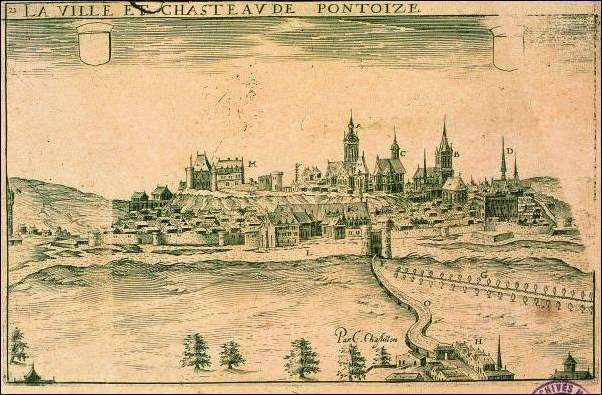
16世纪初的蓬图瓦兹

高卢-罗马时期，连接巴黎和鲁昂之间的“凯撒之路”（Chaussée Jules César）在蓬图瓦兹附近跨越瓦兹河，彼时，蓬图瓦兹是该道路上重要的渡口。中世纪初期，蓬图瓦兹是瓦兹河上唯一一座可以通过的桥梁，蓬图瓦兹也因此长期成为了这一地区的一个交通枢纽和军事要塞，商业贸易也由此产生，并推动了城市的发展。公元九世纪末，诺曼人入侵维克桑地区，并一度驱散当地的居民。公元911年，西法兰克王国国王查理三世与诺曼人首领罗洛签订《埃普特河畔圣克莱尔条约》，诺曼人退至埃普特河以西的区域。鉴于蓬图瓦兹重要的地理位置，查理三世在蓬图瓦兹修建防御工事和城墙，使其成为巴黎与诺曼底之间的重要屏障。公元1188年，法兰西国王腓力二世为蓬图瓦兹颁布市镇宪章，并赋予了大量行政和司法的自治权限，蓬图瓦兹因此迅速发展。15世纪法国诗人维永在描述巴黎时写到：“巴黎，蓬图瓦兹旁的城市（Paris, près Pontoise）”，由此可见当时蓬图瓦兹的城市地位。英法百年战争期间，蓬图瓦兹地区陷入战略，成为军事攻击的目标，当地的商业和经济出现严重的衰退，城市人口和规模也大幅下降。宗教战争时期，新教教徒和天主教徒之间的斗争再次限制了蓬图瓦兹的城市发展。法国大革命结束后，韦克桑地区被归入了塞纳-瓦兹省，蓬图瓦兹成为该省的一个市镇。工业革命期间。经过蓬图瓦兹的圣但尼－迪耶普铁路铁路于1863年通车，该线路大大缩短了巴黎与蓬图瓦兹之间的旅行时间，使得蓬图瓦兹逐渐成为巴黎西北部的一个远郊卫星城。1964年，法国政府实施大巴黎地区的行政区划改革方案，原有的塞纳-瓦兹省被一分为二，蓬图瓦兹所在的该省北部地区组建了一个新的省份——瓦兹河谷省，编号为95，蓬图瓦兹被设为省会。1970年，随着塞日行政中心的建成，瓦兹河谷省的省政府迁离蓬图瓦兹，入驻2公里外的塞尔吉。但蓬图瓦兹仍保留“省会”的名号。与此同时，法国政府推行“为大城市减压（Décentralisation）”计划，在巴黎周边大量修建卫星城和城市新区，其中蓬图瓦兹和塞尔吉两个市镇组成的“塞尔吉-蓬图瓦兹”是巴黎西部的两个个“新城”之一（另一个是伊夫林地区圣康坦）。2000年，途径蓬图瓦兹的区域列车被改制为法兰西岛大区快铁C线的一部分。2006年3月30日，蓬图瓦兹被评为法国艺术与历史之城。

## 地理

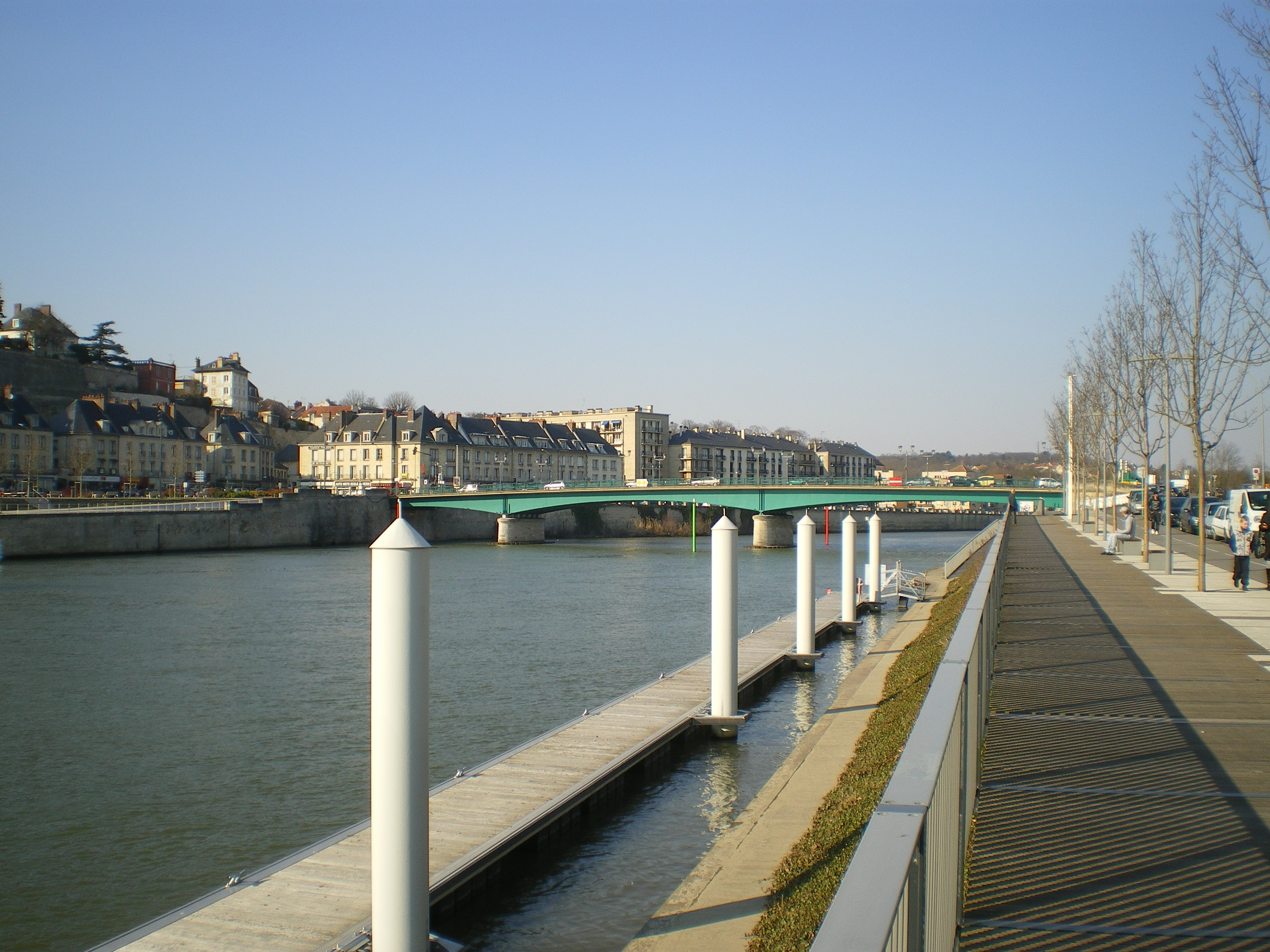
瓦兹河畔的船坞

蓬图瓦兹位于法国中北部，法兰西岛大区西北部和瓦兹河谷省中南部，距离巴黎大约32公里。与蓬图瓦兹接壤的市镇包括：埃讷里、瓦兹河畔欧韦尔、塞尔吉、埃拉尼、奥尼、圣旺洛莫讷。

### 地形
蓬图瓦兹位于韦克桑丘陵东部，境内以浅丘为主，市区内地势总体平坦，部分区域有较为明显的起伏，全境海拔在22到87米之间。

### 水文
瓦兹河自北向南流经市区东侧，该河是塞纳河的支流，后者为法国五大河流之一。瓦兹河右岸支流维奥讷河则流经市区南部。

### 植被
蓬图瓦兹属于温带落叶林区，市区内的主要绿地公园包括薰衣草园花园（Jardin des Lavandières）、蓬图瓦兹花园（Jardin de Pontoise）等，均常年免费向公众开放。

### 气候
蓬图瓦兹在柯本气候分类法中属于温带海洋性气候。
蓬图瓦兹境内设有气象站，以下为该气象站的数据（其中日照数据取自勒布尔歇）：
| 蓬图瓦兹1981年－2019年 | 蓬图瓦兹1981年－2019年 | 蓬图瓦兹1981年－2019年 | 蓬图瓦兹1981年－2019年 | 蓬图瓦兹1981年－2019年 | 蓬图瓦兹1981年－2019年 | 蓬图瓦兹1981年－2019年 | 蓬图瓦兹1981年－2019年 | 蓬图瓦兹1981年－2019年 | 蓬图瓦兹1981年－2019年 | 蓬图瓦兹1981年－2019年 | 蓬图瓦兹1981年－2019年 | 蓬图瓦兹1981年－2019年 | 蓬图瓦兹1981年－2019年 |
| 月份                   | 1月                    | 2月                    | 3月                    | 4月                    | 5月                    | 6月                    | 7月                    | 8月                    | 9月                    | 10月                   | 11月                   | 12月                   | 全年                   |
| ---------------------- | ---------------------- | ---------------------- | ---------------------- | ---------------------- | ---------------------- | ---------------------- | ---------------------- | ---------------------- | ---------------------- | ---------------------- | ---------------------- | ---------------------- | ---------------------- |
| 历史最高温 °C（°F）    | 15.5 (59.9)            | 20 (68)                | 23.2 (73.8)            | 29.3 (84.7)            | 32.5 (90.5)            | 37.1 (98.8)            | 41.6 (106.9)           | 39.2 (102.6)           | 34.9 (94.8)            | 28.8 (83.8)            | 21.7 (71.1)            | 17.4 (63.3)            | 41.6 (106.9)           |
| 平均高温 °C（°F）      | 6.6 (43.9)             | 7.7 (45.9)             | 11.4 (52.5)            | 14.6 (58.3)            | 18.5 (65.3)            | 21.6 (70.9)            | 24.3 (75.7)            | 24.2 (75.6)            | 20.5 (68.9)            | 15.8 (60.4)            | 10.2 (50.4)            | 6.8 (44.2)             | 15.2 (59.4)            |
| 日均气温 °C（°F）      | 3.9 (39.0)             | 4.4 (39.9)             | 7.3 (45.1)             | 9.7 (49.5)             | 13.4 (56.1)            | 16.2 (61.2)            | 18.6 (65.5)            | 18.5 (65.3)            | 15.3 (59.5)            | 11.7 (53.1)            | 7.1 (44.8)             | 4.3 (39.7)             | 10.9 (51.6)            |
| 平均低温 °C（°F）      | 1.2 (34.2)             | 1.1 (34.0)             | 3.2 (37.8)             | 4.7 (40.5)             | 8.3 (46.9)             | 10.8 (51.4)            | 12.8 (55.0)            | 12.7 (54.9)            | 10.1 (50.2)            | 7.6 (45.7)             | 4 (39)                 | 1.8 (35.2)             | 6.5 (43.7)             |
| 历史最低温 °C（°F）    | −17.8 (0.0)            | −15.4 (4.3)            | −11.1 (12.0)           | −4.6 (23.7)            | −1.6 (29.1)            | 1 (34)                 | 4 (39)                 | 3.1 (37.6)             | −0.6 (30.9)            | −5.2 (22.6)            | −10.2 (13.6)           | −16 (3)                | −17.8 (0.0)            |
| 平均降水量 mm（）      | 55.8 (2.20)            | 43.6 (1.72)            | 51 (2.0)               | 47.2 (1.86)            | 60.6 (2.39)            | 49.4 (1.94)            | 54.5 (2.15)            | 48.3 (1.90)            | 50.2 (1.98)            | 62.4 (2.46)            | 52.6 (2.07)            | 62.7 (2.47)            | 638.3 (25.13)          |
| 月均日照時數           | 62                     | 75.1                   | 125                    | 165.8                  | 193.3                  | 206.9                  | 215.7                  | 206.2                  | 160.2                  | 111.2                  | 65.1                   | 50.8                   | 1,637.3                |
| 来源：infoclimat.fr    |                        |                        |                        |                        |                        |                        |                        |                        |                        |                        |                        |                        |                        |

## 行政区划
蓬图瓦兹是法国法兰西岛大区瓦兹河谷省的一个市镇，编号为95500，它也是瓦兹河谷省的名义省会（瓦兹省政府实际办公地点位于蓬图瓦兹2公里外的塞尔吉境内）。蓬图瓦兹下辖蓬图瓦兹区，管理蓬图瓦兹县和第三县，同时也是塞尔吉-蓬图瓦兹城市圈公共社区的办公驻地。
蓬图瓦兹市镇被划为12个街区。
法国国家统计与经济研究所（简称）在进行数据统计时，将包括蓬图瓦兹在内的共1794个市镇划入巴黎城市区。同时，还将蓬图瓦兹市镇分为了10个“块区”（IRIS），以便于统计人口分布情况。

## 交通

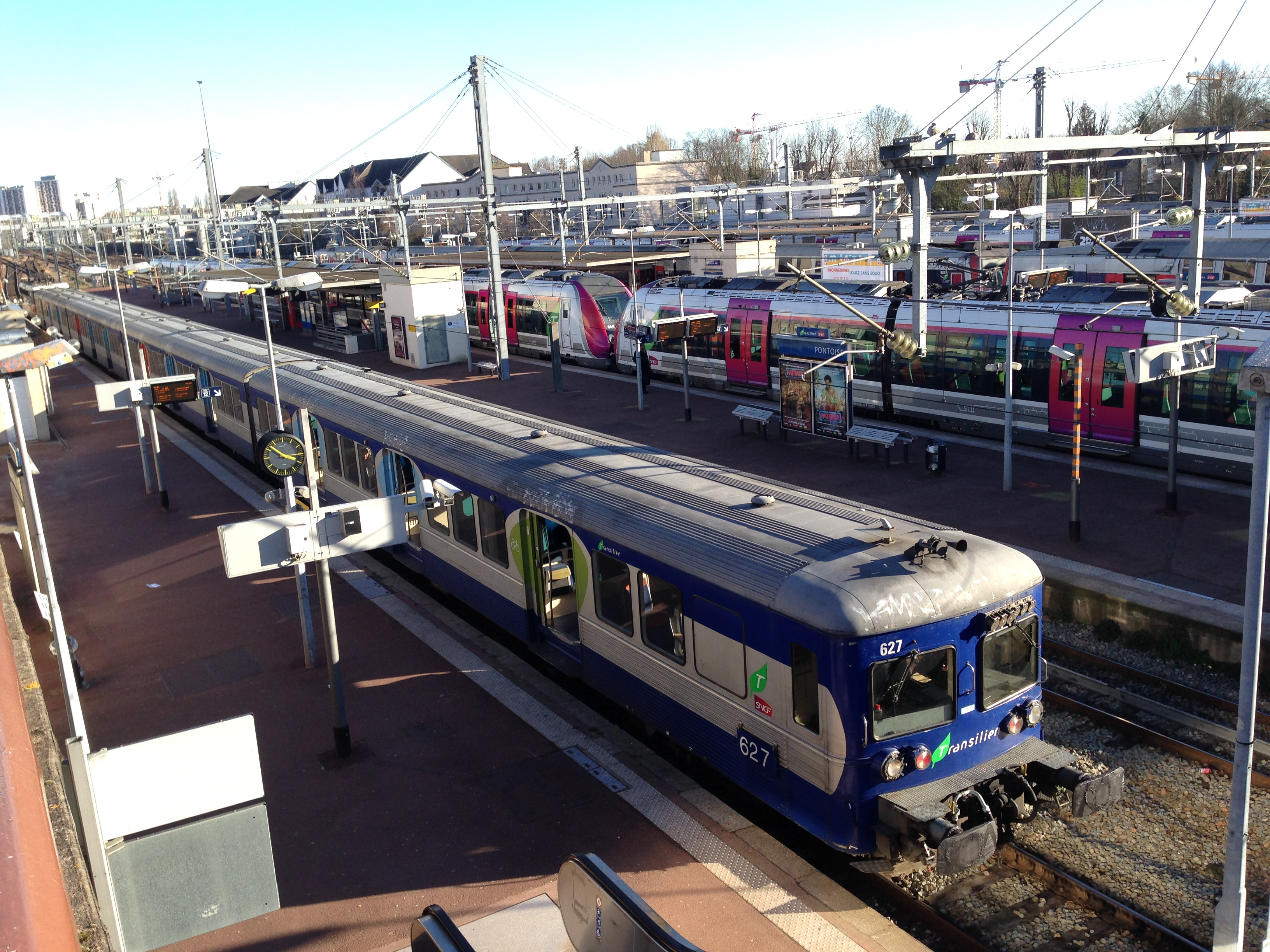
蓬图瓦兹火车站内停靠的一辆区域列车

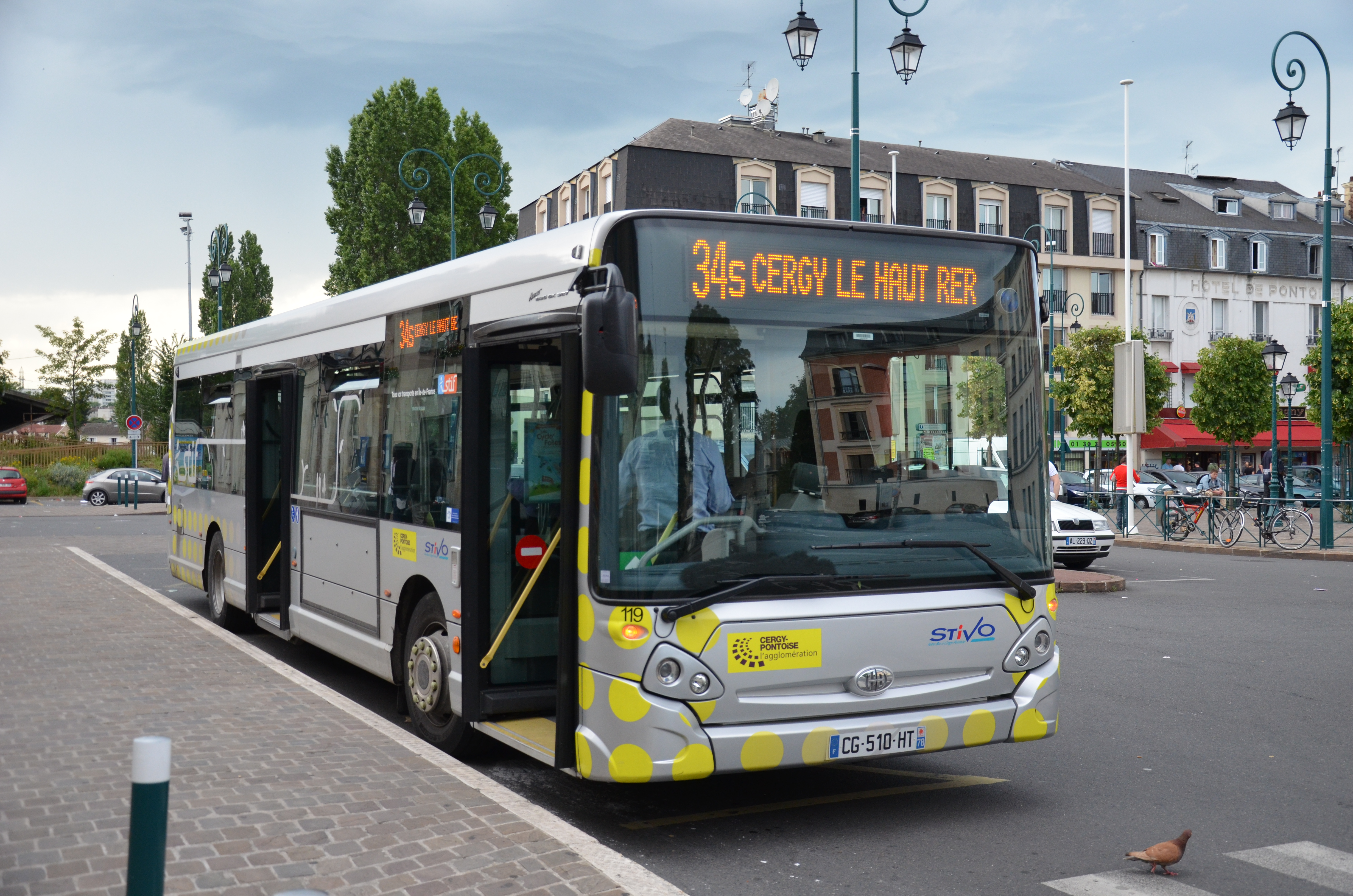
蓬图瓦兹公交34S线

### 公路
A15高速公路经过市区南部，通过9号出入口与市区相连；此外多条瓦兹河谷省省道在蓬图瓦兹境内交汇。瓦兹河谷省城际客运的主要线路从蓬图瓦兹站或塞尔吉省府站出发，可前往瓦兹河谷省西部和北部的主要市镇，另有快线可直通巴黎戴高乐机场。此外法兰西岛夜班车150线可直通巴黎市中心。
2017年，69.4%的蓬图瓦兹家庭拥有至少一辆的私人汽车。
2018年，蓬图瓦兹境内共发生各类交通事故8起，造成8人受伤。

### 铁路
蓬图瓦兹位于圣但尼－迪耶普铁路和阿谢尔－蓬图瓦兹铁路的交汇处，两条铁路在蓬图瓦兹附近的路段均已完成复线电气化改造。蓬图瓦兹站位于市区南部，是法兰西岛大区快铁C线的一个支线终点站，同时也停靠法兰西岛大区铁路H线和J线的列车。

### 航空
距离蓬图瓦兹最近的民用航空站为巴黎戴高乐机场，距离蓬图瓦兹市中心的公路里程约35公里。

### 城市公共交通
瓦兹河谷省市际公共交通（商业名称为）是当地的城市公共交通系统。截至2020年12月，该系统共包括21条公交线路，其中大部分都经过蓬图瓦兹市镇范围内，并覆盖了当地的主要街道和居民区。

## 政治

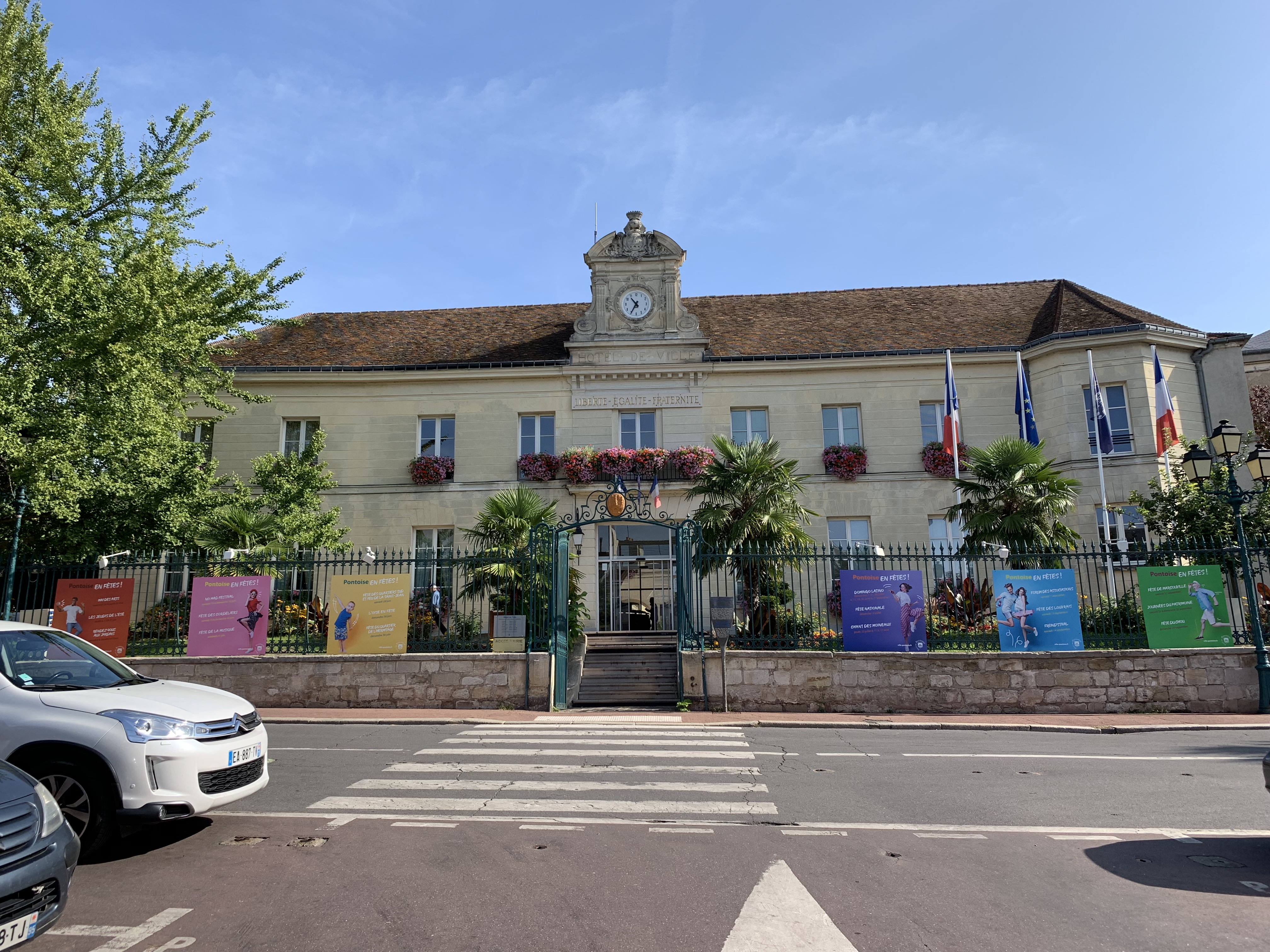
蓬图瓦兹市政厅

蓬图瓦兹的现任市长为斯蒂芬妮·冯·尤女士（Stéphanie Von Euw），她是让我们自由的一名成员，在2020年的市政选举中获得了50.15%的支持率。
在2017年的法国总统大选中，法国第25任总统埃马纽埃尔·马克龙在蓬图瓦兹获得了75.42%的支持率。
| 蓬图瓦兹历届市长 |                      |                                                  |
| 任期             | 市长                 | 党派                                             |
| 1944年－1945年   | 皮埃尔-莫里斯·德屈蒂 | RAD激进党                                        |
| 1945年－1947年   | 夏尔·布蒂库尔        | DVG左翼无党派人士                                |
| 1947年－1953年   | 皮埃尔-莫里斯·德屈蒂 | RAD激进党                                        |
| 1953年－1977年   | 阿多尔夫·沙文        | MRP人民共和运动 →CD法国民主中心 →CDS社会民主中心 |
| 1977年－1989年   | 让-菲利普·拉舍诺     | UDF法国民主联盟 →PR法国共和人党                  |
| 1989年－1995年   | 菲利普·埃梅          | UDF法国民主联盟                                  |
| 1995年－2001年   | 让-米歇尔·罗洛       | PS社会党                                         |
| 2001年－2020年   | 菲利普·乌永          | DL民主自由 →UMP人民运动联盟 →LR共和黨            |
| 2020年－         | 斯蒂芬妮·冯·尤       | DVD右翼无党派人士 →SL让我们自由                  |

## 人口
2017年，蓬图瓦兹市镇人口数量为30,767，在法国排名第265位。其中男性14,785人，女性15,982人，75岁及以上人口占4.7%，外籍人口数量为8,626人，人口密度为4,303人/平方公里，当地居民被称为（男性）或（女性）。2018年，蓬图瓦兹境内出生523人，死亡人口201人。
| 年份   | 1936   | 1946   | 1954   | 1962   | 1968   | 1975   | 1982   | 1990   | 1999   | 2006   | 2011   | 2016   | 2017   |
| ------ | ------ | ------ | ------ | ------ | ------ | ------ | ------ | ------ | ------ | ------ | ------ | ------ | ------ |
| 人口數 | 12,183 | 11,009 | 14,139 | 15,232 | 16,817 | 26,014 | 26,780 | 27,150 | 27,494 | 28,674 | 29,885 | 30,690 | 30,767 |

## 经济
蓬图瓦兹是一个区域性的中心城市，当地共有各类用人单位4,898家，其中99.28%为中小型企业（PME），平均历史为13年，行政、医疗及社会服务是当地的主要就业岗位类型。

## 财政收入
2018年，蓬图瓦兹的财政收入总额为38,589,600欧元，财政支出总额为34,798,200欧元，当年的债务总额为21,630,400欧元。
2015年，蓬图瓦兹的人均收入总额为2,618欧元，其中高职人员为4,440欧元，普通职员为1,937欧元。
2017年，蓬图瓦兹境内的青壮年（15至64岁）失业率为11.4%，当地47.3%的家庭拥有纳税资格。

## 社会事务

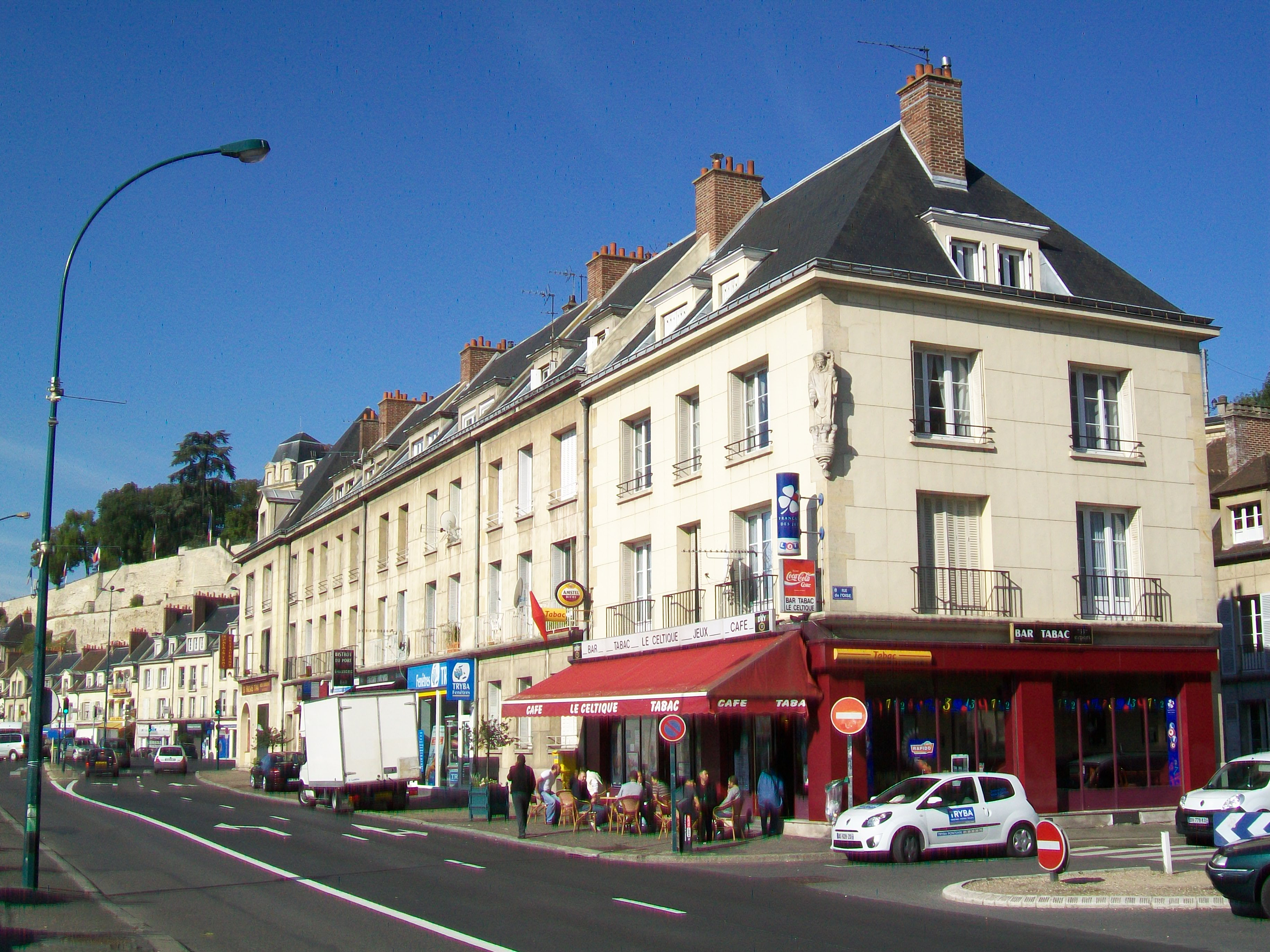
蓬蒂街

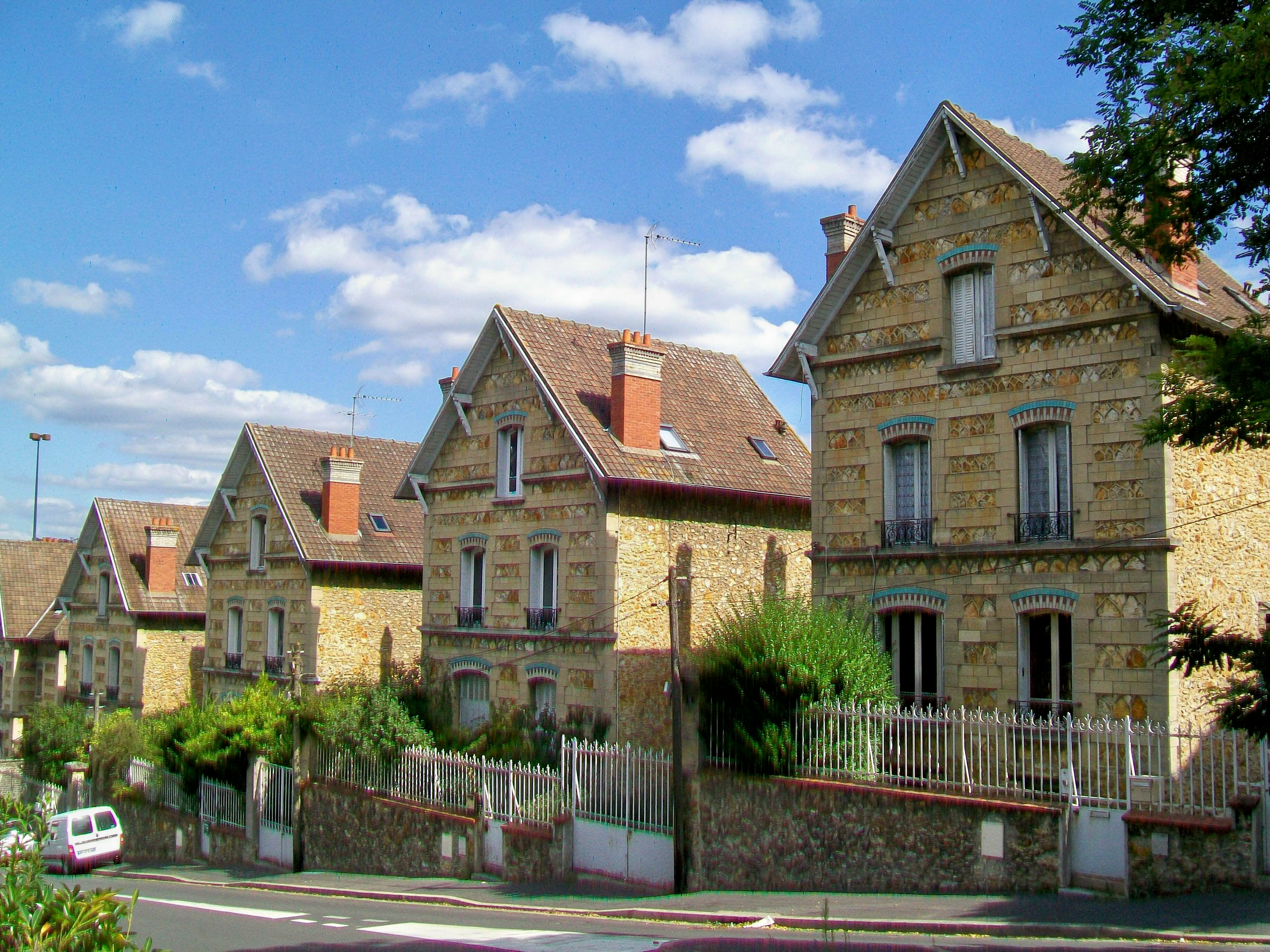
蓬图瓦兹民居

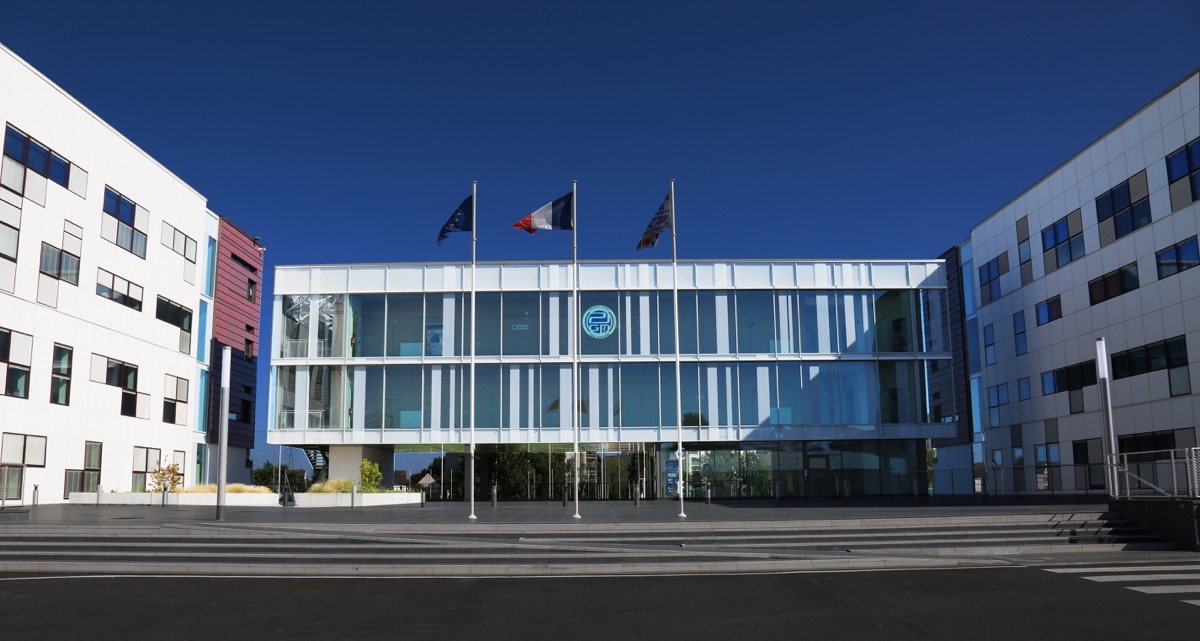
国家宪兵队纠察中心

### 教育
蓬图瓦兹属于凡尔赛学区。截止2019年1月1日，蓬图瓦兹境内共有7所幼儿园、12所小学、6所初级中学和4所普通高中。2018至2019学年度，蓬图瓦兹境内共有在校中等教育阶段学生5,693名。
在高等教育方面，CY塞尔吉-巴黎大学原名“塞尔吉-蓬图瓦兹大学”，是法国的一所综合性公立大学，主校区位于塞尔吉境内，距离蓬图瓦兹市中心约3公里。

### 医疗
截止2019年1月1日，蓬图瓦兹境内共有全科医生20名、保健师32名、牙医23名、护士19名、眼科医生3名、皮肤科医生2名、儿科医生1名和妇科医生3名。境内共有药房11家、养老院1家、残疾人帮扶中心1家。
蓬图瓦兹中心医院是法国的一个区域性医疗机构，其主病区勒内·迪博斯医院（Hôpital René Dubos）位于蓬图瓦兹市区北部，设有床位967个，是瓦兹河谷省内规模最大的公立综合性医院。

### 住房
2017年，蓬图瓦兹境内共有各类住房14,306套，其中22.8%为独立式居民区，76.1%为集中式居民区。常住房屋占蓬图瓦兹市镇范围内居民建筑总量的90.1%。

### 商业
2018年，蓬图瓦兹境内共有各类实体商铺753家，其中餐厅124家、大型超市4家、杂货店22家、面包房21家、肉铺7家、书店5家、装饰品店1家、银行门店21家、美容美发店40家、汽车维修店24家。市区东部的圣旺洛莫讷境内建有大型开放式商业街区。

### 体育
2019年，蓬图瓦兹境内共有2家游泳池、5间体育馆、3座综合体育场、15处网球场、10处足球或橄榄球场以及5处篮球或排球场。
塞尔吉-蓬图瓦兹足球俱乐部（Cergy-Pontoise Football Club）是当地的一支足球队，2020至2021赛季参加法兰西岛大区足球联赛。

### 环境
蓬图瓦兹的环境事务由其所属的公共社区负责。2018年，蓬图瓦兹境内共有1家污染企业。

### 治安
2018年，蓬图瓦兹市镇范围内有1处宪兵队。法国国家宪兵队纠察中心设于蓬图瓦兹境内。
2014年，蓬图瓦兹及附近地区共发生各类案件12,896起，其中盗窃类案件7,606起，经济类案件1,224起，毒品交易类案件908起。

## 文化
2019年，蓬图瓦兹境内共有1家剧场、1家电影院和2家博物馆。蓬图瓦兹市政府提供多媒体中心，向公众全年开放。

### 建筑
蓬图瓦兹境内有多处法国国家文物保护单位，其中蓬图瓦兹主教座堂、蓬图瓦兹圣母教堂等为当地的代表性建筑物。

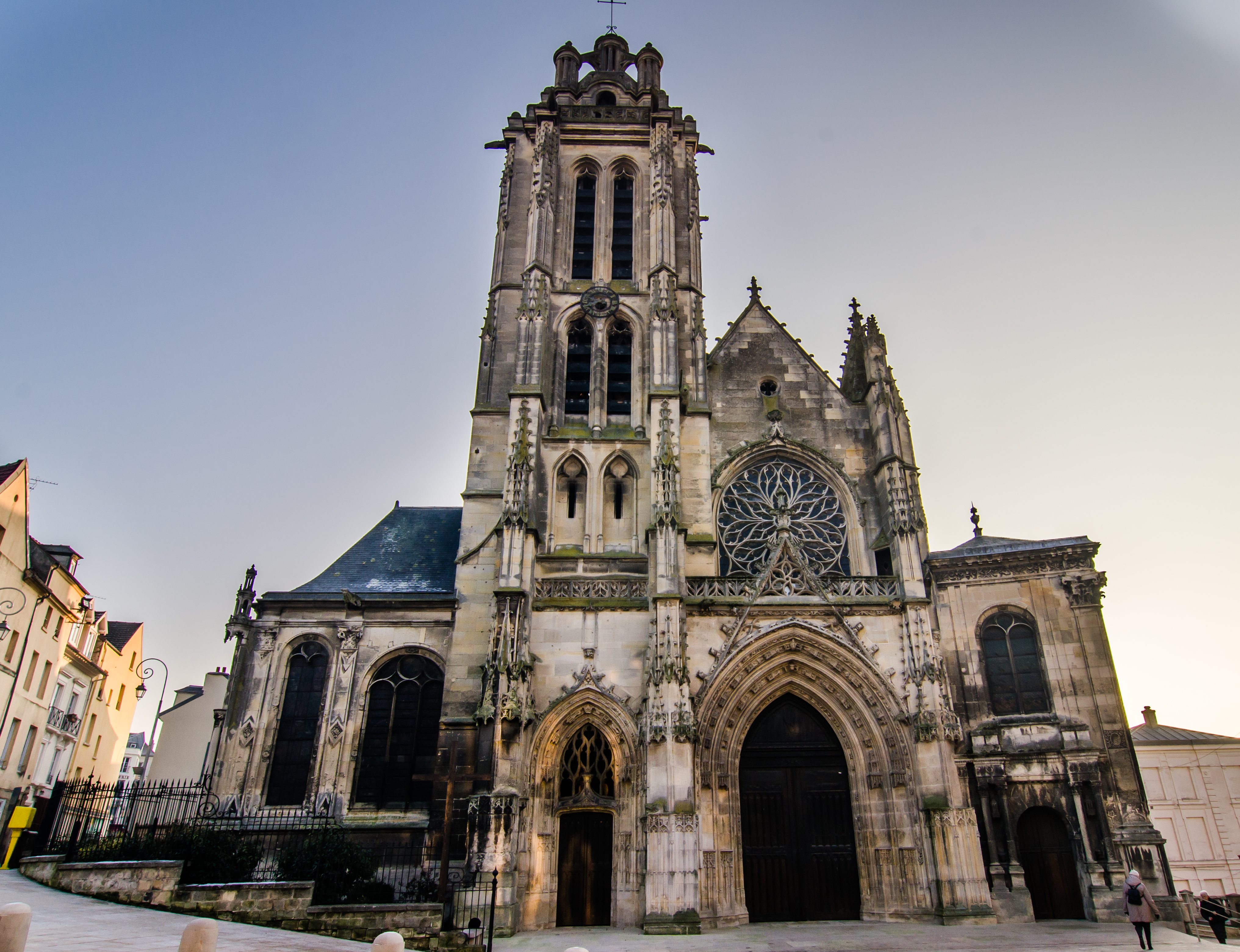
蓬图瓦兹主教座堂
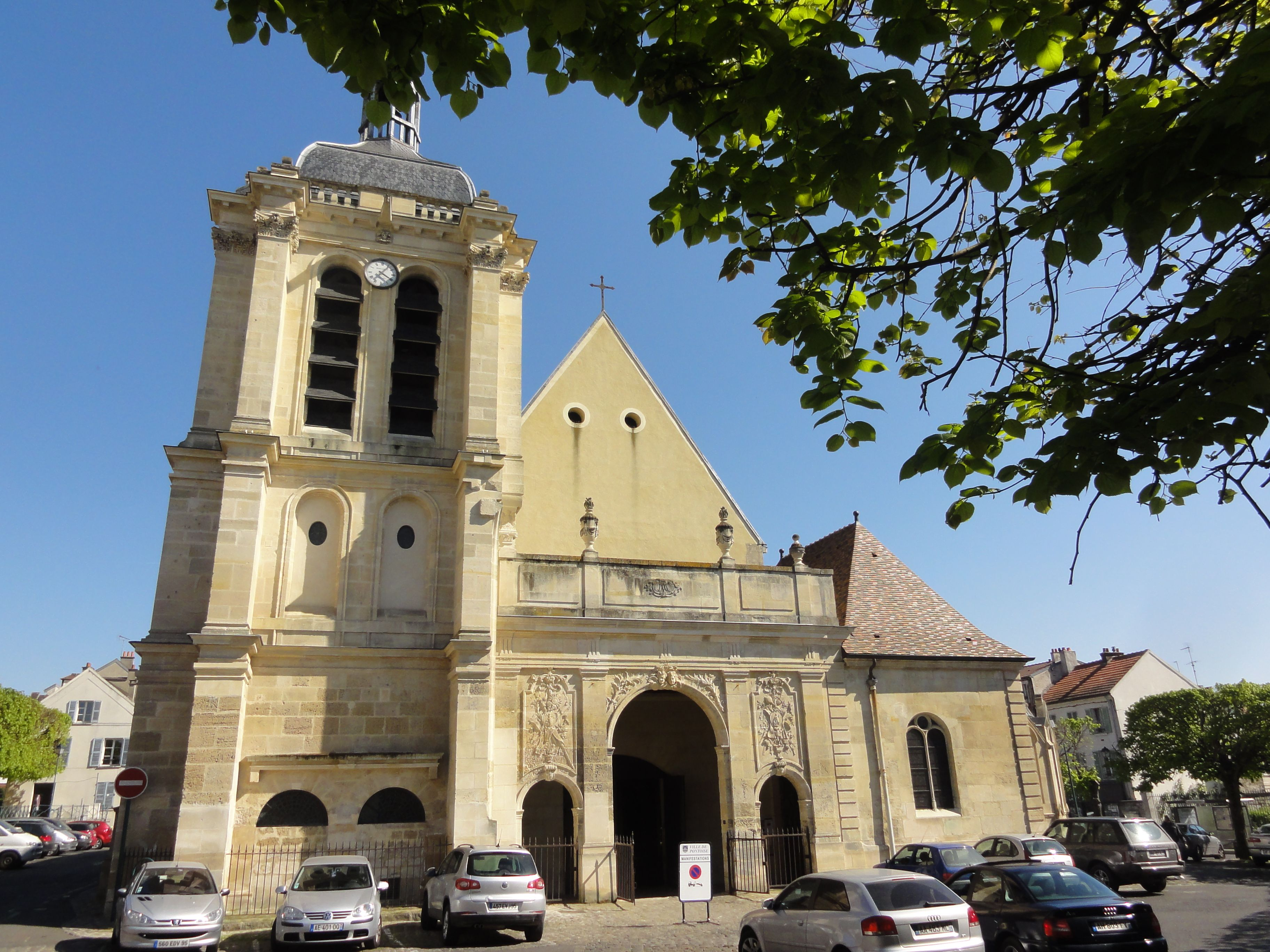
蓬图瓦兹圣母教堂（法语：Église Notre-Dame de Pontoise）
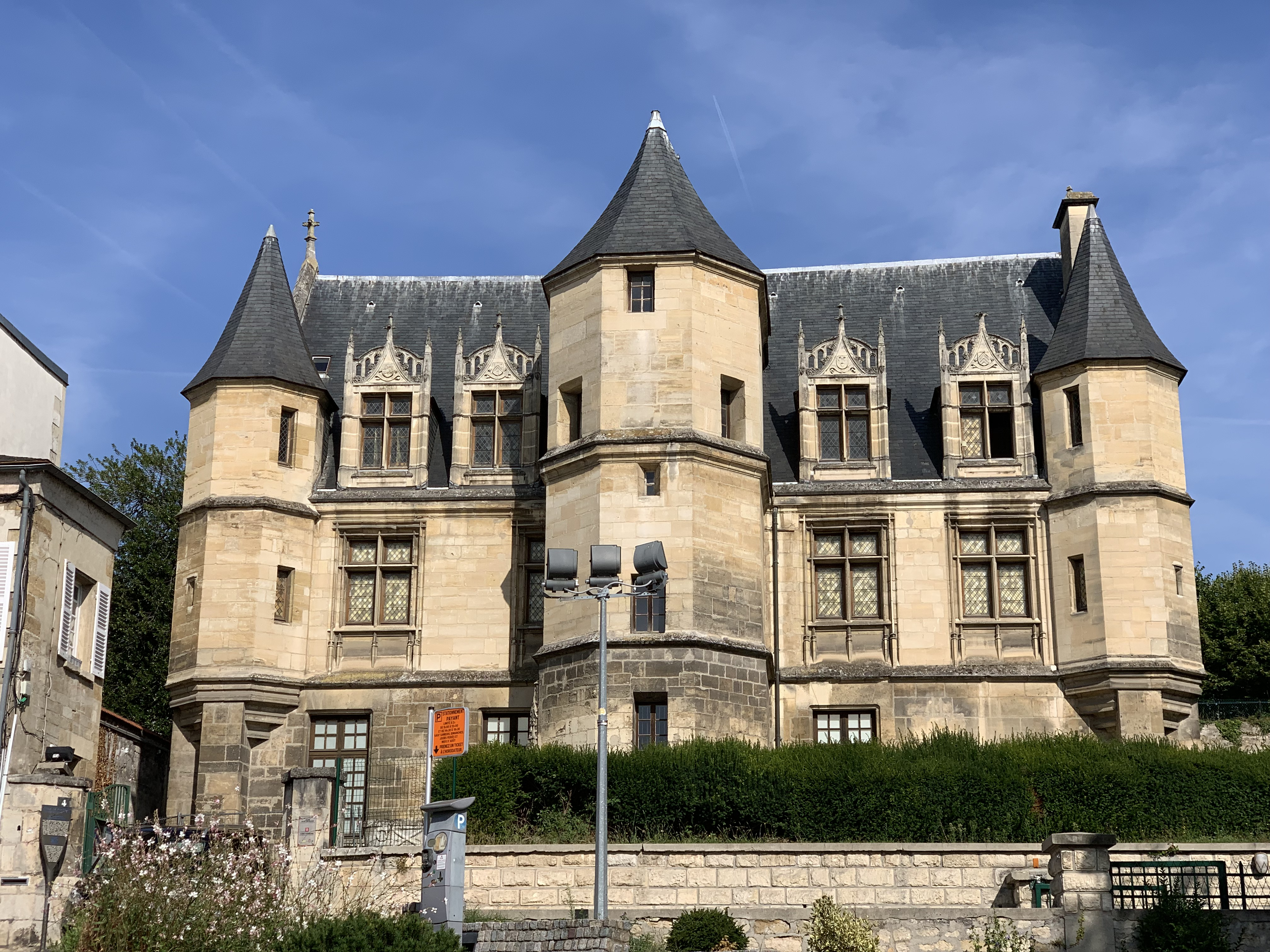
塔韦-德拉库尔博物馆（法语：Musée Tavet-Delacour）
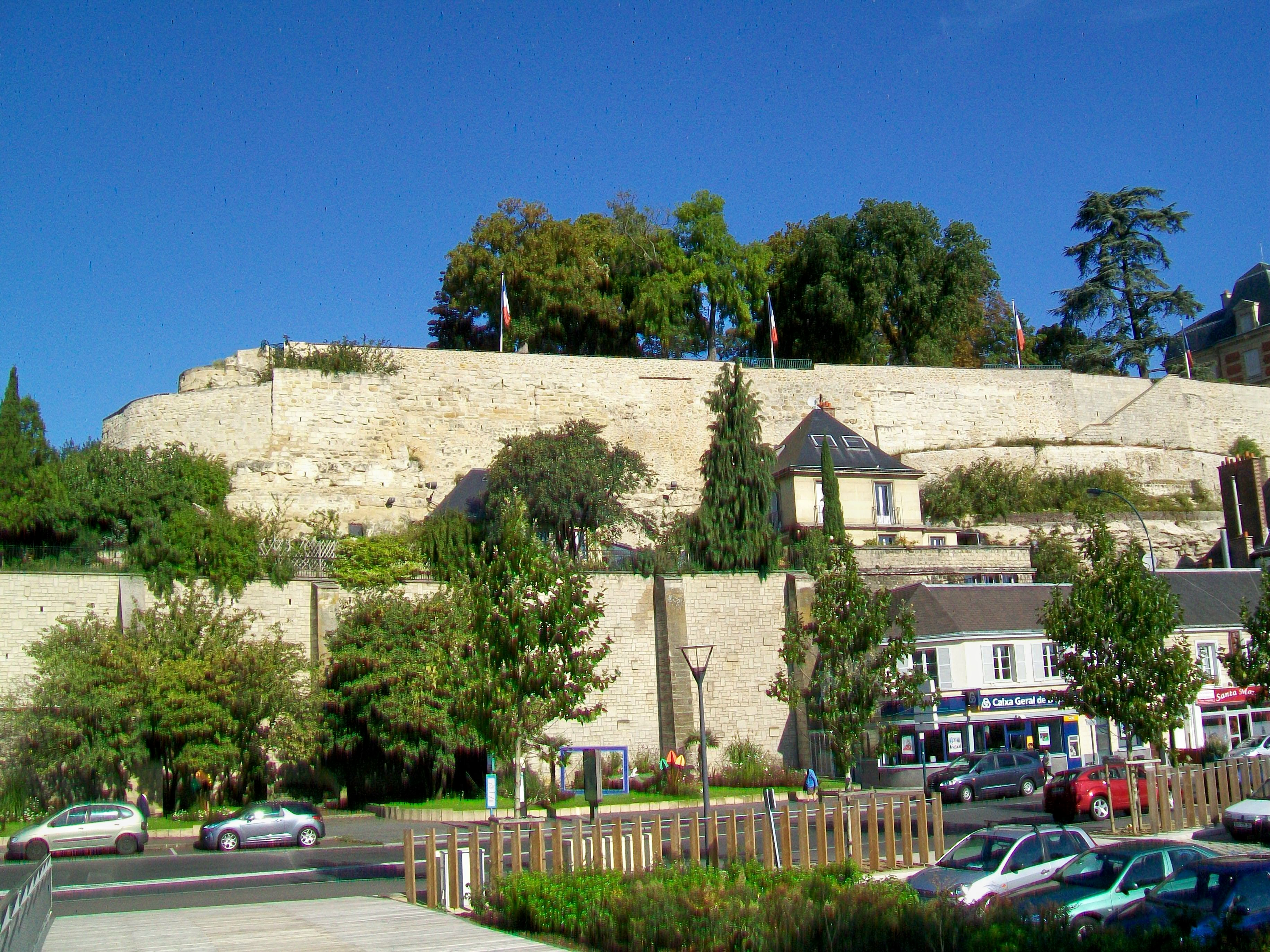
城墙遗址
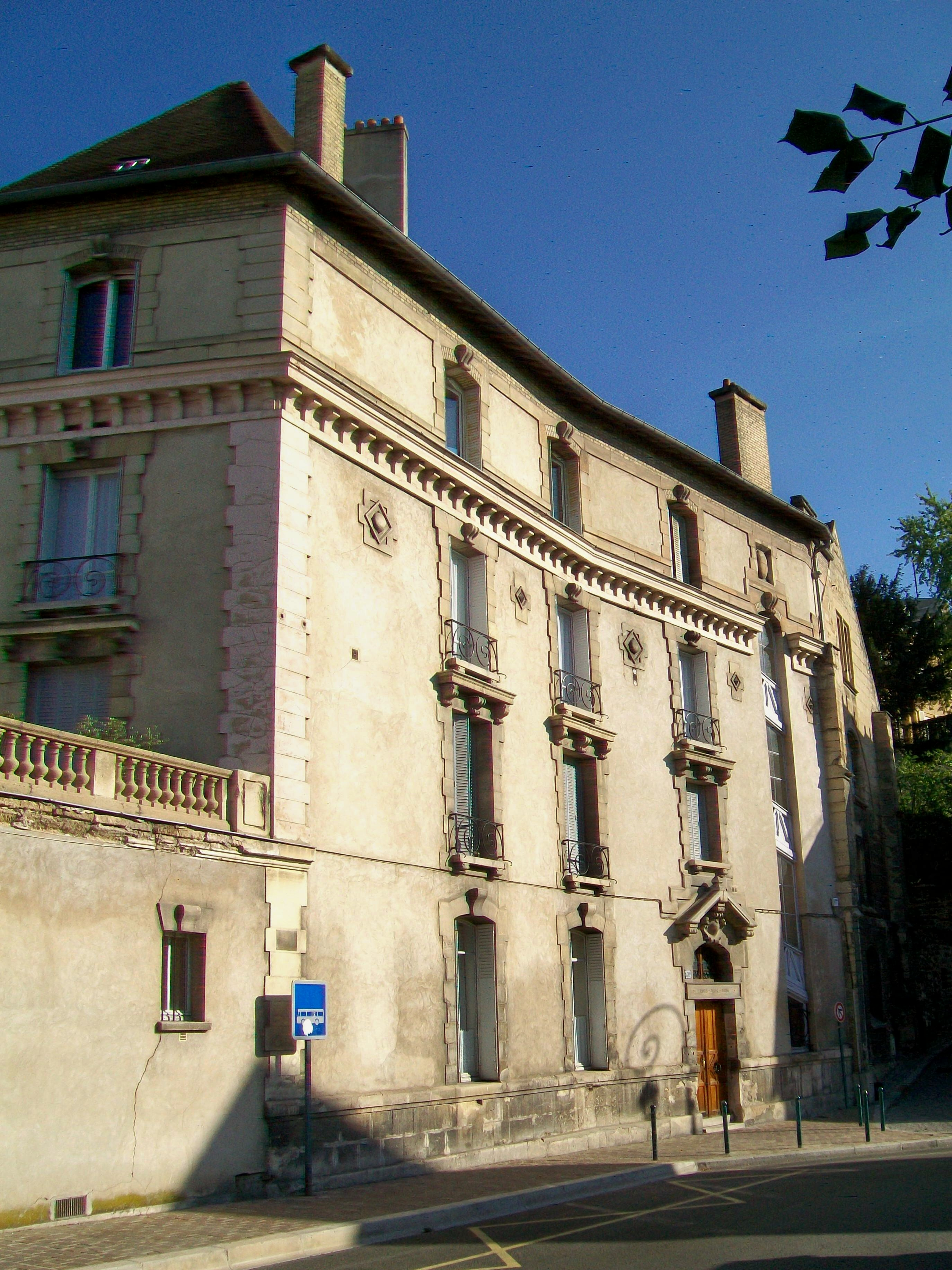
圣雅克医院旧址

### 旅游
蓬图瓦兹的旅游事务由其所属的公共社区负责。2020年，蓬图瓦兹境内共有1家宾馆共计91间房间。

### 媒体
法国主要的媒体均可在蓬图瓦兹接收，法国电视三台下属的法兰西岛大区频道在部分时段播出蓬图瓦兹所属区域的地方新闻。

### 活动
圣马丁集市（Foire Saint-Martin），起源于中世纪，现为主题乐园模式的流动集市，设有多种娱乐项目，其中不乏大摆锤等激动游乐设施。每年秋冬季举行，持续一至两周。地点一般在连接塞尔吉和蓬图瓦兹的佛朗索瓦·密特朗大道和儒勒·塞萨尔大街的拐角，各种摊位绵延两千米。2015年，由于巴黎11.13枪击案的发生，圣马丁集市提前结束。2020年，该集市因COVID-19而取消。

### 绘画
法国画家卡米耶·毕沙罗和其好友保罗·塞尚曾被蓬图瓦兹附近的风景所吸引，并以此为主题创作了多幅写实作品。

## 相关人物
勃艮第公爵菲利普二世、法国将军夏尔·维克图瓦·埃马纽埃尔·勒克莱尔、地质学家爱德华-阿尔弗雷德·马泰尔和说唱歌手Youssoupha出生于蓬图瓦兹。

## 友好城市
截至2020年12月，蓬图瓦兹共与三座城市互为友好城市关系：
- 德国 伯布林根
- 英格兰 塞文诺埃克斯
- 荷蘭 赫伦